# Izvoarele (Giurgiu)
Izvoarele es una comuna ubicada en el distrito de Giurgiu, Rumania.

## Superficie
Cuenta con una superficie de 140,1 kilómetros cuadrados.

## Demografía
Hasta 2021 la población era de 3162 habitantes, con una densidad de población de 22,57 habitantes por kilómetro cuadrado.